# 24334 Conard
24334 Conard è un asteroide della fascia principale. Scoperto nel 2000, presenta un'orbita caratterizzata da un semiasse maggiore pari a 2,6535201 UA e da un'eccentricità di 0,0926225, inclinata di 4,11924° rispetto all'eclittica.
È stato intitolato a Russell B. Conard (1989), studente premiato nel 2008 al concorso internazionale Intel per la scienza e l'ingegneria.